# 플랜츠 vs. 좀비: 히어로즈
《플랜츠 vs. 좀비: 히어로즈》(Plants vs. Zombies: Heroes)는 2016년에 출시된 팝캡 게임스의 비디오 게임이다.